# NGC 1134
NGC 1134 este o interacțiune de galaxii situată în constelația Berbecul. A fost descoperită în 16 octombrie 1784 de către William Herschel. Se află la o distanță de 35,16 de megaparseci de Pământ.